# Iván De La Sierra
Iván De La Sierra, vollständiger Name Iván Diego De La Sierra Borrazas, (* 28. Juli 1986) ist ein uruguayischer Fußballspieler.

## Karriere

### Verein
Defensiv- bzw. Mittelfeldakteur De La Sierra, der im Jahr 2003 auch als intelligenter und technisch versierter Spielmacher beschrieben wird, spielte zu Beginn seiner Karriere 2003 in der Nachwuchsmannschaft des Erstligisten Danubio FC. Im Jahr 2005 gehörte er unter Trainer Gerardo Pelusso zum nominierten Aufgebot der Profimannschaft Danubios für die Copa Sudamericana 2005. Von 2006 bis 2007 stand er in Reihen von Centro Atlético Fénix. Es folgte 2008 eine Karrierestation beim Durazno FC. Von Januar 2013 bis Ende Juli 2013 war er Spieler des Zweitligisten Club Atlético Torque, absolvierte in diesem Zeitraum sieben Partien (ein Tor) in der Segunda División und bestritt zudem ein Play-off-Spiel für den Klub. Im Februar 2014 wird er als Neuzugang beim in der Segunda B, der obersten uruguayischen Amateurklasse, spielenden Verein Potencia vermeldet.

### Nationalmannschaft
De La Sierra war Mitglied der U-17-Auswahl Uruguays bei der im März 2002 in Rio de Janeiro ausgerichteten Mundialito João Havelange und erzielte im Turnierverlauf einen Treffer bei der 2:3-Vorrundenniederlage gegen Bolivien. Er gehörte auch der von Jorge Da Silva trainierten U-17-Nationalmannschaft an, die an der U-17-Südamerikameisterschaft 2003 in Bolivien teilnahm.